# Križ Hrastovački
Križ Hrastovački falu (1900-ig Križ, 1991-ig Križ Hastovački) Horvátországban, Sziszek-Monoszló megyében. Közigazgatásilag Petrinyához tartozik.

## Fekvése
Sziszek városától légvonalban 12, közúton 20 km-re délnyugatra, községközpontjától 3 km-re délnyugatra a Báni végvidék középső részén, Petrinya délnyugati szomszédságában, a Hrastovička gora lábánál, Župić és Cepeliš között fekszik.

## Története
A település már a középkorban is lakott volt. 1211-ben „Hoythna terra ad monasterium Toplica”, 1242-ben „terra sancte crucie” néven bukkan fel a neve írásos forrásban. Egyházát 1456-ban „ecclesia sancte Crucis in Hwthyna” néven említik. A 16. század második felétől a 17. század végéig török uralom alatt volt. 1683 és 1699 között a felszabadító harcokban a keresztény seregek kiűzték a térségből a törököt és a török határ az Una folyóhoz került vissza. 1697 körül a Turopolje, a Szávamente, a Kulpamente vidékéről és a Banovina más részeiről előbb horvát katolikus, majd a 18. században több hullámban Közép-Boszniából, főként a Kozara-hegység területéről és a Sana-medencéből pravoszláv szerb családok települtek le itt. Az újonnan érkezettek szabadságjogokat kaptak, de ennek fejében határőr szolgálattal tartoztak. El kellett látniuk a várak, őrhelyek őrzését és részt kellett venniük a hadjáratokban. 1696-ban a szábor a bánt tette meg a Kulpa és az Una közötti határvédő erők parancsnokává, melyet hosszas huzavona után 1704-ben a bécsi udvar is elfogadott. Ezzel létrejött a Báni végvidék (horvátul Banovina), mely katonai határőrvidék része lett. 1745-ben megalakult a Petrinya központú második báni ezred, melynek fennhatósága alá ez a vidék is tartozott.
A település 1774-ben az első katonai felmérés térképén „Dorf Szvety Kris” néven szerepel. A katonai határőrvidék megszűnése után Zágráb vármegye Petrinyai járásának része volt. 1857-ben 216, 1910-ben 272 lakosa volt. A 20. század első éveiben a kilátástalan gazdasági helyzet miatt sokan vándoroltak ki a tengerentúlra. 1918-ban az új szerb-horvát-szlovén állam, majd később Jugoszlávia része lett. A második világháború idején a Független Horvát Állam része volt. A háború után a béke időszaka köszöntött a településre. Enyhült a szegénység és sok ember talált munkát a közeli városokban. A délszláv háború előestéjén lakosságának 97%-a horvát nemzetiségű volt. A falu 1991. június 25-én a független Horvátország része lett, de néhány hónap múltán 1991. szeptemberében elfoglalták a szerb erők és a Krajinai Szerb Köztársasághoz csatolták. A falut 1995. augusztus 6-án a Vihar hadművelettel foglalta vissza a horvát hadsereg. 2011-ben 141 lakosa volt.

## Népesség
| Lakosság változása | Lakosság változása | Lakosság változása | Lakosság változása | Lakosság változása | Lakosság változása | Lakosság változása | Lakosság változása | Lakosság változása | Lakosság változása | Lakosság változása | Lakosság változása | Lakosság változása | Lakosság változása | Lakosság változása | Lakosság változása |
| ------------------ | ------------------ | ------------------ | ------------------ | ------------------ | ------------------ | ------------------ | ------------------ | ------------------ | ------------------ | ------------------ | ------------------ | ------------------ | ------------------ | ------------------ | ------------------ |
| 1857               | 1869               | 1880               | 1890               | 1900               | 1910               | 1921               | 1931               | 1948               | 1953               | 1961               | 1971               | 1981               | 1991               | 2001               | 2011               |
| 216                | 222                | 250                | 220                | 262                | 272                | 273                | 301                | 266                | 291                | 290                | 275                | 248                | 230                | 133                | 141                |

## Nevezetességei
- A faluban egykor egy védőfallal kerített, puskalőrésekkel ellátott templomtorony állt, amely védelmi célokat szolgált. Támadás esetén ide húzódtak be a falu lakói. A kis erődítményt a falu birtokosa a zágrábi püspök építtette. A helyén ma a kis Szent Kereszt kápolna áll, körülötte a falu temetője van. Ez a terület kissé kiemelkedik a környező terepszintből, így jól látszik innen nemcsak az egész temető területe, hanem az Utinja-patak völgye és a Pecki felé fekvő völgykatlan is. A templomerőd a 16. században a török hódítás idején semmisült meg. A 19. században a helyére építették a Szent Kereszt kápolnát, így a kis erődből mára már semmi sem látható.
- A temetőben álló Szent Kereszt kápolnát 1887-ben építették az egykori erődített templom helyén. Előtte már állt itt egy fából épített kápolna, melyet három évvel korábban Luka Ivešić ácsmester épített. A kápolnát 1991 szeptemberében a JNA egységei és a szerb szabadcsapatok lerombolták. A háború után az eredeti helyén építették újjá.